# Radio Al Bayane
Al Bayane est une station de radio confessionnelle islamique ivoirienne créée le 11 novembre 2001. Elle propose des émissions de religions, de société, d'économie, de culture et de sports. Les programmes du groupe média Al Bayane sont diffusés en continu 24h sur 24h.

## Histoire
En 1993, la communauté musulmane exprime son vœu d’avoir un outil de communication au service de l’Islam.
Elle adresse dans ce sens une demande à feu Félix Houphouët-Boigny, Président de la République à cette époque.
Son décès surviendra peu après l’entame des démarches. Son successeur, le Président Henri Konan Bédié notera le désir profond des musulmans de profiter de cette libéralisation du secteur de la communication audiovisuelle pour renforcer les connaissances des fidèles musulmans et diffuser les valeurs islamiques en Côte d’Ivoire.
Alors s’engagent les tractations pour l’obtention d’une fréquence. Elles dureront six ans avec des difficultés de divers ordres. Une fréquence est octroyée à la communauté en 1999 : le 95.7 en modulation de fréquence.
La radio ainsi créée sera appelée Al Bayane, nom extrait du verset 4 de la sourate 55 et qui signifie éclairage, explication, en vue de faire connaître l’Islam. Elle fait partie de la grande famille des radios nationales que compte la Côte d’Ivoire.
Entretemps, grâce à l'aide d'un bienfaiteur anonyme, le bâtiment qui abrite la radio est mis en chantier en décembre 1999 et en 2000, les premiers équipements sont installés. Les conditions étant réunies Radio Al Bayane peut alors commencer à émettre.
Le dimanche 11 novembre 2001, soit le 25 Chaabane 1422 du calendrier islamique, la radio nationale Al Bayane lance alors ses premières émissions.
Elles sont essentiellement constituées de lecture du Coran, ponctuées de quelques productions.
Les émissions démarraient à cette époque à huit heures pour finir à 19 h 00. Dans l’évolution de la radio, le temps d’émissions passera de onze heures de diffusion quotidienne (de 8 h à 19 heures) à douze heures (7 h 30 à 19 h 30) pour atteindre dix-huit heures et dix minutes de diffusion quotidienne (3h50 à 22h). Les services sont alors assurés par l’imam Cissé Djiguiba, El Hadj Comara Mamadou, l’imam Yusuf Doumbia, El Hadj Diakité Ibrahim, Alima Soumahoro, Mme Cissé Diaby Aissata. Depuis le mois de décembre 2005, la radio nationale islamique Al Bayane émet 24 h sur 24 avec une variétés d’émissions touchant plusieurs domaines et cibles et une équipe renforcée.

## Programme

### Émissions
Quelques émissions (liste non exhaustive) :
- Au grain du Samedi : Avec Massamba Touré, Moctar Tounkara,Koro Abou et Kaboré l'intelectuel, samedi de 20h05 à 21h00)
- Témoignage
- Tafsir des Imams Ali Ouattara, Konaté Aboubacar et Mohamed Camara (Rahimahulah)
- Au cœur du Droit
- Le RDV des TIC : Avec Ousmane SANOGO
- Vie de Femme
- Le salon du Croyant
- Santé Magazine
- Kènèya Espace santé en malinké avec Bocoum Alidouma
- La matinale Al Bayane (Le talk show, Lundi, Jeudi et Samedi de 7h30 à 8h45)
- Al Bayane chez vous

## Organisation

### Journalistes actuels
Les journalistes et animateurs :
- Aissata Diaby
- Astou Koné
- Diabaté Fousseni
- Abdoul Akim Odouloyé
- Koita Makalou
- Awa Coulibaly
- Yaba Sylla
- Kanaté Kassoum
- Lanciné Kamara
- Mariam Sidibé
- Abdoul Aziz Diallo
- Aichatou Koné
- Diomandé Boiké
- Traoré Vasséko
- Ibrahima Doucoure

### Anciens journalistes
- Ali Diarrasouba
- Asta Sidibé
- Diakité Ibrahim
- Ibrahima Doukouré

## Diffusion

### Fréquences
Liste non exhaustive :
- 95.7   Abidjan
- 102.6  Daloa
- 88.6   Gagnoa
- 102.2  Korhogo
- 102.7  San pedro
- 91.2   Yamoussokro
- 89.6   Séguela
- 96.00  Bouna
- 94.2   Odiénné
- 100.7  Bouaké
- 96.00  Man
- 103.6  Bondoukou